# قشلاق قيطرانلو حاج محمد كندي
قشلاق قيطرانلو حاج‌ محمد كندي هي قرية في مقاطعة بارس أباد، إيران. عدد سكان هذه القرية هو 462 في سنة 2006.